# 越後・会津殺人ルート
『越後・会津殺人ルート』（えちご・あいづさつじんルート）は、西村京太郎の長編推理小説。1992年に講談社文庫から刊行された。
1999年7月5日にTBSの『月曜ドラマスペシャル』で、2014年3月22日にテレビ朝日の『土曜ワイド劇場』で、2017年1月23日にTBSの『月曜名作劇場』でドラマ化されている。

## 概要
十津川警部が携わってきた事件の中には、スケープゴートを立てて自らの罪を未来永劫隠滅しようとする不届きな輩がしばしば登場する。
『寝台急行銀河殺人事件』に登場する同級生・井崎や、『下り特急「富士」殺人事件』に登場する橋本豊元刑事のように、十津川の顔なじみの人物が事件の容疑者となってしまい、その無実を証明する為に十津川班が奔走することになるケースも多かった。
そして、今回は何と十津川警部自身が事件に巻き込まれてしまい、その容疑者として身柄を拘束されてしまう事態が勃発してしまうのである。
「追いつめられた十津川警部」という副題が示す通り、この物語で十津川は自らにかけられた福島県と新潟県にまたがった連続殺人の容疑を晴らさなければならない事態に陥ってしまう。
なお、本文中で亀井刑事が自身の事を『警部がいなければ何もできない』と発言しているが、彼を含めた十津川班の人物は「組織物」にありがちな【トップがいなければ何もできない烏合の衆】などではなく、自らの手で十津川と因縁を持つ容疑者の割り出しに成功している。
そのチームプレイもまた、作品の見どころの一つであろう。

## ストーリー
5月3日の早朝、井の頭公園で若い女性の刺殺体が発見された。被害者は原田みゆき、近くに住むクラブホステスだった。
初動捜査を担当した佐伯警部は、被害者の遺留品の中からスペーシアの切符とともにとんでもないものを発見してしまい仰天する。
・・・なんと、それは警察学校時代の同期・十津川省三警部の名刺だった。
連絡を受けた十津川警部は、自らの名刺とともに発見されたスペーシアの切符に着目。亀井の制止を振り切り、被害者の背後関係を調べるために彼女の乗るはずだったと思われるスペーシアに乗車した。
途中で列車を乗り換え、会津若松に差し掛かったころ、十津川のもとに女性の声で「今日は喜多方に泊り、明日は新潟周りで岩室温泉へ向かえ」という電話がかかってくる。
被害者であるみゆきと十津川には面識がなく、彼女の捜査を始めた途端に謎の電話がかかってきたことから、十津川はこの殺人事件そのものが自分をおびき出す為に仕組まれた罠であったことを確信した。
自分を会津におびき出すためだけに、人一人を殺した犯人の残忍性に憤りつつ、取りあえず謎の声の指示に従う事にした十津川警部。
その日は東山温泉に一泊し、翌日に喜多方のとあるラーメン店で食事をしていたところ、女性カメラマンを名乗る渡辺ひろみという女性が接近してきた。
女性が事件に関係しているのではないかとにらんだ十津川は、女性の行き先が自分と同じ岩室温泉であることを聞き出すとこれに同行。
ところが、その夜なんと岩室温泉で渡辺ひろみが殺害されてしまい、その容疑者として十津川自身が身柄を拘束されてしまう。
しかも、十津川の荷物の中から見覚えのないフィルムが発見され、それを現像してみたところ十津川が東山温泉付近の神社で一人の女性を絞殺する一部始終が撮影されていたのだ。
慌てた福島県警が、渡辺ひろみが殺害された当夜に連絡を取っていた友人に確認してみたところ、なんと友人宅の留守電に「東山温泉で殺人を犯した男と再会した。男の正体は警視庁の十津川という刑事で・・・」というメッセージが残されていたことが判明する。
こうして、【東山温泉で女性殺しを撮影された十津川が、口封じの為に目撃者をはるばる新潟まで追いかけてきて殺害した】という構図が完成してしまった。
当然、敬愛する上司の連続殺人容疑を信じられない亀井刑事は十津川班のメンバーを叱咤激励して捜査を開始。
やがて、小坂井めぐみの背後関係から、十津川と因縁のある『とある人物』の存在が浮かび上がってくる。

## 登場人物

### 警視庁捜査一課
- 十津川省三
- 亀井定雄
- 西本明
- 日下淳一
- 三田村功
- 清水新一
- 三上刑事部長
- 本多時孝
- 佐伯警部

### 新潟県警
- 広田刑事
- 坂口刑事

### 事件関係者
- 原田みゆき - クラブホステス。最初の犠牲者。
- 渡辺ひろみ - 第三の犠牲者。女性カメラマンで殺人犯・十津川を尾行して返り討ちにされた。
- 小坂井めぐみ - 第二の犠牲者。素性に謎が多く、無職なのにも変わらず優雅な生活を送っている。
- 小暮明 - 中性的な雰囲気を持つ俳優。ゲイ疑惑がある。
- 仙堂肇 - 大会社「城南ポンプ」の社長。美青年コレクターのような人物で、ゲイ疑惑を持たれている。めぐみのパトロンでもあった。
- 浦辺 - 元警視庁刑事部長で、今では城南ポンプの監理部長の職についている男。
- 早見明 - 元野球選手。情婦だったホステスを事故に見せかけてひき殺したのを十津川に暴かれ、逮捕された。

## 作中設定と実際との差異
作中では岩室温泉を管轄する所轄警察署は「燕三条署」とされているが、岩室温泉の所在する新潟市西蒲区は作中当時の西蒲原郡岩室村時代から巻警察署（現：西蒲警察署）の管轄であり、「燕三条署」の所在地と想定される燕市、三条市とも一定の距離がある。前述「月曜ドラマスペシャル」では「岩室警察署」となっていたが当時は村であり、警察署が配置される規模ではない。岩室署のロケ地は東京都中央区にあった食糧ビルディング。
「月曜ドラマスペシャル」では山間地にある温泉と設定されているが、実際には多宝山の麓にはあるものの比較的平坦な立地である。窓から渓谷が見える「渓山ホテル」も架空のもの。また、会津鉄道の走行シーンで磐越西線のキハ110系が映っている。

## テレビドラマ
いずれも大筋のストーリーは同じだが結末や各人物の背景が異なる。

### 1999年版
『十津川警部シリーズ17・越後・会津殺人ルート』は、TBS系列の2時間ドラマ『月曜ドラマスペシャル』（毎週月曜日21:00 - 22:54、JST）で1999年7月5日に放送された。主演は渡瀬恒彦。
キャスト
- 十津川省三 - 渡瀬恒彦
- 亀井定雄 - 伊東四朗
- 渡辺ひろみ - 藤谷美紀
- 浦辺元刑事 - 清水綋治
- 仙堂肇 - 青木義朗

原作との相違点
- 早見明に相当する人物が、F1レーサーで仙堂肇の実子である仙堂明（演・渡部遼介）に変更されている。
- 渡辺ひろみが十津川に接近してきた理由が「十津川が暴力団と癒着している証拠を提供する」という告発を受け取ったからに変更。また、彼女は命を狙われるものの、殺害までには至らず十津川の協力者となる。
- 一連の殺害の実行犯として十津川と瓜二つの殺し屋が登場し、十津川役の渡瀬が二役で演じている。

### 2014年版
『西村京太郎トラベルミステリー61・越後・会津殺人ルート〜必ず相席する女!?』は、テレビ朝日系列の2時間ドラマ『土曜ワイド劇場』（毎週土曜日21:00 - 23:21、JST）で2014年3月22日に放送された。主演は高橋英樹。
キャスト
- 十津川警部 - 高橋英樹
- 亀井定夫 - 高田純次
- 川合ひろみ - 原沙知絵
- 浦部刑事 - 勝村政信
- 仙堂肇 - 寺泉憲

原作との相違点
- 十津川が会津に向かう際の最初の行き先が猪苗代温泉に変更されている。
- 原田みゆきの名前が「原田由紀」に変更されており、殺害場所が隅田川となっている。
- 渡辺ひろみの名前が「川合ひろみ」に変更されており、早見明（演・水上剣星）と同じ児童養護施設の出身という設定が加えられている。また、渡瀬版の渡辺ひろみと同様、命を狙われたが殺害までには至っていない。
- 小坂井めぐみの名前が「小坂井恵子」に変更されており、早見の起こした事故の目撃者という役割が割り振られている。
- 十津川が福島県警に連行される場面で、十津川の妻直子（演・浅野ゆう子）がその場に居合わせている。
- 浦辺が「浦部」に変更されており、元刑事ではなく世田谷南署勤務の現職警部補。1999年版や2017年版のように十津川との深い過去はなく、一年前の交通事故の捜査で知り合っている。

### 2017年版
『西村京太郎サスペンス・新・十津川警部シリーズ 1「伊豆・下田殺人ルート」』は、TBS系列の2時間ドラマ『月曜名作劇場』（毎週月曜日20:00 - 21:50、JST）で2017年1月23日に放送された。主演は内藤剛志。
キャスト
- 十津川警部 - 内藤剛志
- 亀井定夫 - 石丸謙二郎
- 渡辺ひろみ - 中山忍
- 浦辺光義 - 永島敏行
- 仙堂肇 - 大石吾朗

原作との相違点
- 一連の舞台が伊豆・下田方面に変更。それに合わせて、タイトルも『伊豆・下田殺人ルート』に変更された。
- 前述の舞台変更により、小坂井めぐみが殺害された現場が東山温泉から下田の竜宮窟に変更された。十津川警部を逮捕したのは静岡県警に変更。
- 原田みゆきの名前が、「原田美幸」に変更されており、殺害された現場も「板橋中央公園」となっている。
- 渡辺ひろみが十津川をマークしていた理由が、『警視庁の十津川警部の本性はシリアルキラーだ、その証拠を提供する』という告発メールを受け取ったからに変更。また、原作とは違い彼女は今回も殺害されておらず、十津川の殺人を目撃した目撃者として事件にかかわってゆくことになる。
- 十津川の所持していた、警視庁から貸与されていた携帯に内蔵されていたGPSの記録により、十津川警部の疑いが早い段階で一応は晴れている。
- 小坂井めぐみの職業が、政治家などが相手の高級コールガールクラブの取締役に設定される。更に、中国人という設定も加えられている。
- 早見明に相当する人物が登場しない。
- 1999年の渡瀬版と同様に、一連の殺害の実行犯として十津川と瓜二つの殺し屋が登場する。同じく内藤剛志の二役。